# 奥尔顿条约
奥尔顿条约（英文：Treaty of Alton）是英格兰国王亨利一世和他的兄长诺曼底公爵罗贝尔于1101年签订的一项协议，在协议中罗贝尔同意承认亨利为英格兰国王用以交换一份年金和其他权利。该协议暂时中止了一场盎格鲁-诺曼王位的继承危机。
在此前一年，虽然罗贝尔是威廉公认的继承人，亨利在他的兄长威廉二世死时夺取了王位。当威廉死时，罗贝尔正在外参加第一次十字军东征，加上他在盎格鲁-诺曼男爵中的糟糕名声使得亨利夺走王位和得到普遍的支持。
在亨利的加冕礼之后，罗贝尔从圣地返回，在他的顾问雷纳夫·弗朗巴尔（Ranulf Flambard）的鼓动之下，罗贝尔入侵英格兰王国以夺取王位。他在朴次茅斯秘密登录并在奥尔顿镇会见了亨利。
亨利通过发布自由宪章巩固了在贵族和教会中的声望，无论如何，亨利的声望使他可以反抗罗贝尔的入侵。
外交上的争议平静下来。在条约中，罗贝尔同意放弃他对英国王位的要求以换取3000马克的年金和除了一处地产之外亨利在诺曼底公国的全部权利。罗贝尔和他的追随者被允许返回诺曼底而不受到亨利的报复。此外两兄弟同意任命彼此为继承人并在惩罚叛徒时互相给予支持。
可是协议没有持续很久。1105年，亨利入侵诺曼底并在次年的坦什布赖（Tinchebray）战役中击败他兄长的军队。罗贝尔被囚禁直到1134年死去。此后，诺曼底作为英国国王的领地超过一个世纪。